# Claustro de profesorado
El claustro de profesorado es el órgano de participación de todos los profesores que prestan servicios docentes en el centro donde se encuentren.
Podemos considerarlo como un órgano técnico-pedagógico en el cual se planifica, coordina, decide, informa y evalúa sobre todas las actividades educativas que se realizan dentro del centro educativo, como función principal la de enseñar a todos los docentes incorporados en el centro.
El Equipo directivo es el encargado de convocar el Claustro de profesorado haciéndolo por escrito incluyendo en la orden del día los asuntos que se tratarán en la posterior reunión.
El Director del centro será el encargado de convocar y presidir toda reunión del centro, en especial la del Claustro de profesorado.

## Funcionamiento
- Tiene lugar una reunión cada trimestre pudiendo llegar hasta 5 o 6 reuniones anuales y siempre que fuera solicitado por al menos un tercio del órgano de profesorado.
- Las reuniones se convocarán con al menos 48 horas de antelación.
- Se podrá llegar a un acuerdo de algún punto que no se encuentre en la orden del día siempre y cuando todos los docentes del centro estén presentes en la reunión.
- Se establecerá un moderador fijo para todos los Claustros de profesorado que tendrá potestad para cortar las intervenciones y dirigir el diálogo estableciendo dos turnos de palabra aproximadamente por cada punto de la orden del día.
- En caso de no asistir se le deberá de comunicar con antelación a los miembros del Equipo directivo.

Decir también que estas reuniones son de carácter obligatorio.

## Competencias
Entre las competencias del claustro de profesores figuran:
- Programar las actividades del Centro Docente.
- Elegir a los representantes del Consejo Escolar.
- Fijar y coordinar criterios de evaluación y recuperación de los alumnos.
- Coordinar las funciones de orientación y tutoría de los alumnos.
- Promover iniciativas en el ámbito de la experimentación o investigación pedagógica.
- Llevar al Equipo Directivo propuestas para la elaboración del Plan Anual de Centro, exponiéndolo posteriormente al Consejo Escolar.
- Presentar al Equipo Directivo el desarrollo de actividades complementarias, visitas y viajes…etc.
- Aprobar y evaluar la concreción del currículo y todos los aspectos educativos de los proyectos y de la programación general.
- Proponer medidas e iniciativas que favorezcan la convivencia del centro.
- Informar las normas de organización y funcionamiento del centro.

## Objetivos
Los objetivos básicos del claustro de profesores son:
- Elaboración, desarrollo y evaluación del Proyecto Curricular aprobado por el Consejo Escolar.
- Estudio y aprobación de la organización de la distribución de las sesiones dentro del horario escolar.
- Análisis y evaluación del Plan de Centro.
- Organización y realización de las actividades docentes complementarias.
- Canalizar la distribución y uso de los espacios y recursos de usos múltiples del centro así como las necesidades de adquisición de los mismos.